# Firrel
Firrel est une commune allemande de l'arrondissement de Leer, Land de Basse-Saxe.

## Géographie
|       | Großefehn     | Wiesmoor |
| Hesel | Firrel        | Uplengen |
|       | Schwerinsdorf |          |

## Histoire
La commune est fondée en 1762 comme une colonie par des personnes de Bagband. Le nom de Firrel désigne un geest dans une zone marécageuse. Les colons doivent d'abord constituer des champs labourés. Après une expansion rapide au début, la surface des nouvelles terres agricoles s'accroît plus lentement ensuite. Le nombre d'habitants grandissant plus rapidement, une émigration a lieu au XIXe siècle vers les États-Unis ainsi qu'un exode rural. Le nombre d'habitants augmentera de nouveau à la fin du XXe siècle.

## Personnalités liées à la commune
- Bernhard Weerts (1858-1929), pasteur baptiste est né à Firrel.

## Source, notes et références
- (de) Cet article est partiellement ou en totalité issu de l’article de Wikipédia en allemand intitulé « Firrel » (voir la liste des auteurs).